# 1144
Il 1144 (MCXLIV in numeri romani) è un anno bisestile del XII secolo.

## Eventi
- 12 marzo - Gherardo Caccianemici dall'Orso viene eletto Papa con il nome di Lucio II.
- 11 giugno - Viene consacrato il coro della Basilica di Saint-Denis,[1] considerato il primo esempio di arte gotica.
- Ottobre - Una "tregua" fra il Papa e il normanno Ruggero II fissa i confini che per i sette secoli successivi saranno quelli del Regno di Sicilia.
- 24 dicembre - Conquista di Edessa, l'odierna Urfa, da parte dei musulmani.

## Nati
- Boemondo III d'Antiochia, principe francese († 1201)
- Kara Arslan, sovrano siriano († 1174)
- Federico IV di Svevia, duca tedesco († 1167)
- Maria Comnena, regina ungherese († 1190)

## Morti
- 8 marzo - Papa Celestino II, papa e cardinale italiano
- 14 marzo - Rodolfo II della marca del Nord, nobile tedesco
- 22 marzo - Guglielmo di Norwich, santo inglese (n. 1132)
- 7 aprile - Ulrico I di Carinzia, nobile tedesco
- 23 aprile - Rotrou III di Perche, nobile francese
- 27 aprile - Sigfrido IV di Boyneburg, nobile tedesco
- 16 maggio - Berta di Groitzsch, nobile tedesca
- 23 maggio - Petronilla di Lorena, contessa
- 27 luglio - Salomea di Berg, nobile tedesca
- 10 ottobre - Alfonso d'Altavilla, politico e condottiero normanno
- Berengario Raimondo I di Provenza, conte
- Geoffrey de Mandeville, I conte di Essex, nobile britannico
- Matteo di Edessa, monaco cristiano bizantino
- Manegoldo I di Neuchâtel, nobile svizzero
- Rahere, religioso inglese
- Pietro Gherardeschi, cardinale italiano
- Zamakhshari, teologo e filosofo persiano (n. 1074)

## Calendario
| Calendario 1144 | Calendario 1144 | Calendario 1144 | Calendario 1144 | Calendario 1144 | Calendario 1144 | Calendario 1144 | Calendario 1144 | Calendario 1144 | Calendario 1144 | Calendario 1144 | Calendario 1144 | Calendario 1144 | Calendario 1144 | Calendario 1144 | Calendario 1144 | Calendario 1144 | Calendario 1144 | Calendario 1144 | Calendario 1144 | Calendario 1144 | Calendario 1144 | Calendario 1144 | Calendario 1144 | Calendario 1144 | Calendario 1144 | Calendario 1144 | Calendario 1144 | Calendario 1144 | Calendario 1144 | Calendario 1144 | Calendario 1144 | Calendario 1144 |
| --------------- | --------------- | --------------- | --------------- | --------------- | --------------- | --------------- | --------------- | --------------- | --------------- | --------------- | --------------- | --------------- | --------------- | --------------- | --------------- | --------------- | --------------- | --------------- | --------------- | --------------- | --------------- | --------------- | --------------- | --------------- | --------------- | --------------- | --------------- | --------------- | --------------- | --------------- | --------------- | --------------- |
|                 | 1               | 2               | 3               | 4               | 5               | 6               | 7               | 8               | 9               | 10              | 11              | 12              | 13              | 14              | 15              | 16              | 17              | 18              | 19              | 20              | 21              | 22              | 23              | 24              | 25              | 26              | 27              | 28              | 29              | 30              | 31              |                 |
| Gennaio         | Sa              | Do              | Lu              | Ma              | Me              | Gi              | Ve              | Sa              | Do              | Lu              | Ma              | Me              | Gi              | Ve              | Sa              | Do              | Lu              | Ma              | Me              | Gi              | Ve              | Sa              | Do              | Lu              | Ma              | Me              | Gi              | Ve              | Sa              | Do              | Lu              |                 |
| Febbraio        | Ma              | Me              | Gi              | Ve              | Sa              | Do              | Lu              | Ma              | Me              | Gi              | Ve              | Sa              | Do              | Lu              | Ma              | Me              | Gi              | Ve              | Sa              | Do              | Lu              | Ma              | Me              | Gi              | Ve              | Sa              | Do              | Lu              | Ma              |                 |                 |                 |
| Marzo           | Me              | Gi              | Ve              | Sa              | Do              | Lu              | Ma              | Me              | Gi              | Ve              | Sa              | Do              | Lu              | Ma              | Me              | Gi              | Ve              | Sa              | Do              | Lu              | Ma              | Me              | Gi              | Ve              | Sa              | Do              | Lu              | Ma              | Me              | Gi              | Ve              |                 |
| Aprile          | Sa              | Do              | Lu              | Ma              | Me              | Gi              | Ve              | Sa              | Do              | Lu              | Ma              | Me              | Gi              | Ve              | Sa              | Do              | Lu              | Ma              | Me              | Gi              | Ve              | Sa              | Do              | Lu              | Ma              | Me              | Gi              | Ve              | Sa              | Do              |                 |                 |
| Maggio          | Lu              | Ma              | Me              | Gi              | Ve              | Sa              | Do              | Lu              | Ma              | Me              | Gi              | Ve              | Sa              | Do              | Lu              | Ma              | Me              | Gi              | Ve              | Sa              | Do              | Lu              | Ma              | Me              | Gi              | Ve              | Sa              | Do              | Lu              | Ma              | Me              |                 |
| Giugno          | Gi              | Ve              | Sa              | Do              | Lu              | Ma              | Me              | Gi              | Ve              | Sa              | Do              | Lu              | Ma              | Me              | Gi              | Ve              | Sa              | Do              | Lu              | Ma              | Me              | Gi              | Ve              | Sa              | Do              | Lu              | Ma              | Me              | Gi              | Ve              |                 |                 |
| Luglio          | Sa              | Do              | Lu              | Ma              | Me              | Gi              | Ve              | Sa              | Do              | Lu              | Ma              | Me              | Gi              | Ve              | Sa              | Do              | Lu              | Ma              | Me              | Gi              | Ve              | Sa              | Do              | Lu              | Ma              | Me              | Gi              | Ve              | Sa              | Do              | Lu              |                 |
| Agosto          | Ma              | Me              | Gi              | Ve              | Sa              | Do              | Lu              | Ma              | Me              | Gi              | Ve              | Sa              | Do              | Lu              | Ma              | Me              | Gi              | Ve              | Sa              | Do              | Lu              | Ma              | Me              | Gi              | Ve              | Sa              | Do              | Lu              | Ma              | Me              | Gi              |                 |
| Settembre       | Ve              | Sa              | Do              | Lu              | Ma              | Me              | Gi              | Ve              | Sa              | Do              | Lu              | Ma              | Me              | Gi              | Ve              | Sa              | Do              | Lu              | Ma              | Me              | Gi              | Ve              | Sa              | Do              | Lu              | Ma              | Me              | Gi              | Ve              | Sa              |                 |                 |
| Ottobre         | Do              | Lu              | Ma              | Me              | Gi              | Ve              | Sa              | Do              | Lu              | Ma              | Me              | Gi              | Ve              | Sa              | Do              | Lu              | Ma              | Me              | Gi              | Ve              | Sa              | Do              | Lu              | Ma              | Me              | Gi              | Ve              | Sa              | Do              | Lu              | Ma              |                 |
| Novembre        | Me              | Gi              | Ve              | Sa              | Do              | Lu              | Ma              | Me              | Gi              | Ve              | Sa              | Do              | Lu              | Ma              | Me              | Gi              | Ve              | Sa              | Do              | Lu              | Ma              | Me              | Gi              | Ve              | Sa              | Do              | Lu              | Ma              | Me              | Gi              |                 |                 |
| Dicembre        | Ve              | Sa              | Do              | Lu              | Ma              | Me              | Gi              | Ve              | Sa              | Do              | Lu              | Ma              | Me              | Gi              | Ve              | Sa              | Do              | Lu              | Ma              | Me              | Gi              | Ve              | Sa              | Do              | Lu              | Ma              | Me              | Gi              | Ve              | Sa              | Do              |                 |